# آلفرد بک
آلفرد بک (انگلیسی: Alfred Beck; ۱۲ آوریل ۱۹۲۵ – سپتامبر ۱۹۹۴ (aged 69)) بازیکن فوتبال اهل آلمان بود.
از باشگاه‌هایی که در آن بازی کرده‌است می‌توان به باشگاه فوتبال سن پائولی، باشگاه فوتبال تون، و باشگاه فوتبال زوریخ اشاره کرد.
وی همچنین در تیم ملی فوتبال آلمان بازی کرده‌است.